# Tournoi de tennis des championnes (WTA 2017)
Le Trophée de l'élite est un tournoi de tennis professionnel féminin. L'édition 2017, classée en catégorie Masters, se déroule du 31 octobre au 5 novembre 2017 à Zhuhai.

## Primes et points
| Tour                             | Prime      | Points |
| -------------------------------- | ---------- | ------ |
| Cumul pour le vainqueur invaincu | $          | 700    |
| Pour la victoire en finale       | + $        | + 260  |
| Pour la victoire en demi-finale  | + $        | + 200  |
| Pour les demi-finalistes         | + $        | –      |
| Pour chaque match de poule gagné | + 76 300 $ | + 80   |
| Pour chaque participante*        | 42 500 $   | 40     |
| Pour chaque remplaçante          | $          | –      |

| Tour                                | Prime*     | Points |
| ----------------------------------- | ---------- | ------ |
| Cumul pour les vainqueurs invaincus | $          | –      |
| Pour la victoire en finale          | + 10 000 $ | –      |
| Finalistes                          | + 10 000 $ | –      |
| Pour chaque match de poule gagné    | + 5 250 $  | –      |
| Pour chaque participante            | 16 000 $   | –      |

## Faits marquants
On note les forfaits de la Britannique Johanna Konta (blessure au pied droit), de la Russe Svetlana Kuznetsova et de l'Américaine Madison Keys.
En double, le tableau est marqué par la présence de paires de double inédites puisque la plupart des joueuses n'ont jamais fait équipe ensemble avant ce tournoi. Le peu d'attrait pour ce tableau s'explique par une dotation faible et l'absence de point à gagner.
En atteignant la finale, l'Américaine Coco Vandeweghe intègre le top 10 mondial chez les femmes en grimpant de deux rangs, passant de la 12e à la 10e place mondiale et en déloge du même coup la Française Kristina Mladenovic.
En remportant le tournoi, l'Allemande Julia Görges atteint la 14e place mondiale, son meilleur classement en carrière, soit un bond de quatre rangs à l'issue du tournoi.

## Fonctionnement de l'épreuve
L'épreuve se dispute selon les modalités dites du « round robin ». Les douze joueuses du top 20 non qualifiées pour le Masters sont séparées en quatre groupes de trois. S'affrontant toutes entre elles, seules les premières de chacun des groupes sont conviées en demi-finale, avant l'ultime confrontation pour le titre.
Le tournoi de double dames regroupe les six paires non qualifiées, qui se dispute aussi en « round robin ». Les six paires sont séparées en deux groupes de trois. S'affrontant toutes entre elles, seules les premières de chacun des deux groupes sont conviées directement à jouer pour le titre.

## Résultats en simple

### Participantes
| #     | Classement WTA Race | Joueuse                  | Points | Saison (titres) | Résultat   |
| ----- | ------------------- | ------------------------ | ------ | --------------- | ---------- |
| 1     | 10                  | Kristina Mladenovic      | 2885   | 38-25 (1)       | Poules     |
| 2     | 12                  | Coco Vandeweghe          | 2819   | 30-17 (0)       | Finale     |
| 3     | 13                  | Sloane Stephens          | 2722   | 15-6 (1)        | Poules     |
| 4     | 14                  | Anastasia Pavlyuchenkova | 2425   | 40-23 (3)       | Poules     |
| 5     | 15                  | Anastasija Sevastova     | 2295   | 35-23 (1)       | 1/2 finale |
| 6     | 17                  | Elena Vesnina            | 2195   | 26-24 (1)       | Poules     |
| 7     | 18                  | Julia Görges             | 2060   | 44-23 (1)       | Victoire   |
| 8     | 19                  | Angelique Kerber         | 2042   | 29-22 (0)       | Poules     |
| 9     | 20                  | Ashleigh Barty           | 2031   | 39-15 (1)       | 1/2 finale |
| 10    | 21                  | Magdaléna Rybáriková     | 1999   | 48-17 (0)       | Poules     |
| 11    | 22                  | Barbora Strýcová         | 1965   | 42-24 (1)       | Poules     |
| 12/WC | 26                  | Peng Shuai               | 1745   | 41-23 (1)       | Poules     |

| Classement WTA Race | Joueuse     | Résultat |
| ------------------- | ----------- | -------- |
| 35                  | Zhang Shuai | -        |

### Groupe Azalée
| Joueuse                      | KM  | JG  | MR  | % victoires |
| ---------------------------- | --- | --- | --- | ----------- |
| Kristina Mladenovic (no 1)   |     | 1-2 | 0-0 | 33,33 %     |
| Julia Görges (no 7)          | 2-1 |     | 0-0 | 66,67 %     |
| Magdaléna Rybáriková (no 10) | 0-0 | 0-0 |     | 0,00 %      |

#### Résultats
| Date              | Vainqueur            | Adversaire           | Score          | Durée      |
| ----------------- | -------------------- | -------------------- | -------------- | ---------- |
| 31 octobre 2017   | Julia Görges         | Magdaléna Rybáriková | 6-1, 7-65      | 1 h 39 min |
| 1er novembre 2017 | Magdaléna Rybáriková | Kristina Mladenovic  | 7-5, 1-6, 7-65 | 2 h 48 min |
| 3 novembre 2017   | Julia Görges         | Kristina Mladenovic  | 6-2, 7-64      | 1 h 36 min |

#### Classement
| Rang poule | Classement WTA Race | Joueuse              | Match(s) G-P | Set(s) G-P | Jeux G-P |
| ---------- | ------------------- | -------------------- | ------------ | ---------- | -------- |
| 1          | 18                  | Julia Görges         | 2-0          | 4-0        | 26-15    |
| 2          | 21                  | Magdaléna Rybáriková | 1-1          | 2-3        | 22-30    |
| 3          | 10                  | Kristina Mladenovic  | 0-2          | 1-4        | 25-28    |

### Groupe Bougainvillea
| Joueuse                | CV  | EV  | PS  | % victoires |
| ---------------------- | --- | --- | --- | ----------- |
| Coco Vandeweghe (no 2) |     | 1-0 | 0-0 | 100,00 %    |
| Elena Vesnina (no 6)   | 0-1 |     | 4-5 | 40,00 %     |
| Peng Shuai (no 12/WC)  | 0-0 | 5-4 |     | 55,56 %     |

#### Résultats
| Date            | Vainqueur       | Adversaire    | Score         | Durée      |
| --------------- | --------------- | ------------- | ------------- | ---------- |
| 31 octobre 2017 | Coco Vandeweghe | Peng Shuai    | 3-6, 6-3, 6-2 | 1 h 55 min |
| 2 novembre 2017 | Coco Vandeweghe | Elena Vesnina | 6-3, 6-2      | 1 h 20 min |
| 3 novembre 2017 | Peng Shuai      | Elena Vesnina | 6-2, 1-0 ab.  | 44 min     |

#### Classement
| Rang poule | Classement WTA Race | Joueuse         | Match(s) G-P | Set(s) G-P | Jeux G-P |
| ---------- | ------------------- | --------------- | ------------ | ---------- | -------- |
| 1          | 12                  | Coco Vandeweghe | 2-0          | 4-1        | 27-16    |
| 2          | 26                  | Peng Shuai      | 1-1          | 3-2        | 11-15    |
| 3          | 17                  | Elena Vesnina   | 0-2          | 0-4        | 5-12     |

### Groupe Camellia
| Joueuse                     | SS  | AS  | BS  | % victoires |
| --------------------------- | --- | --- | --- | ----------- |
| Sloane Stephens (no 3)      |     | 1-0 | 2-1 | 75,00 %     |
| Anastasija Sevastova (no 5) | 0-1 |     | 0-2 | 0,00 %      |
| Barbora Strýcová (no 11)    | 1-2 | 2-0 |     | 60,00 %     |

#### Résultats
| Date              | Vainqueur            | Adversaire       | Score    | Durée      |
| ----------------- | -------------------- | ---------------- | -------- | ---------- |
| 1er novembre 2017 | Anastasija Sevastova | Sloane Stephens  | 7-5, 6-3 | 1 h 29 min |
| 2 novembre 2017   | Anastasija Sevastova | Barbora Strýcová | 6-3, 6-4 | 1 h 23 min |
| 3 novembre 2017   | Barbora Strýcová     | Sloane Stephens  | 5-0 ab.  | 18 min     |

#### Classement
| Rang poule | Classement WTA Race | Joueuse              | Match(s) G-P | Set(s) G-P | Jeux G-P |
| ---------- | ------------------- | -------------------- | ------------ | ---------- | -------- |
| 1          | 15                  | Anastasija Sevastova | 2-0          | 4-0        | 25-15    |
| 2          | 22                  | Barbora Strýcová     | 1-1          | 2-2        | 7-12     |
| 3          | 13                  | Sloane Stephens      | 0-2          | 0-4        | 8-13     |

### Groupe Rose
| Joueuse                         | AP  | AK  | AB  | % victoires |
| ------------------------------- | --- | --- | --- | ----------- |
| Anastasia Pavlyuchenkova (no 4) |     | 5-5 | 0-0 | 50,00 %     |
| Angelique Kerber (no 8)         | 5-5 |     | 1-0 | 54,55 %     |
| Ashleigh Barty (no 9)           | 0-0 | 0-1 |     | 0,00 %      |

#### Résultats
| Date              | Vainqueur                | Adversaire               | Score         | Durée      |
| ----------------- | ------------------------ | ------------------------ | ------------- | ---------- |
| 31 octobre 2017   | Anastasia Pavlyuchenkova | Angelique Kerber         | 6-3, 3-6, 6-2 | 1 h 52 min |
| 1er novembre 2017 | Ashleigh Barty           | Anastasia Pavlyuchenkova | 6-4, 6-1      | 1 h 14 min |
| 2 novembre 2017   | Ashleigh Barty           | Angelique Kerber         | 6-3, 6-4      | 1 h 12 min |

#### Classement
| Rang poule | Classement WTA Race | Joueuse                  | Match(s) G-P | Set(s) G-P | Jeux G-P |
| ---------- | ------------------- | ------------------------ | ------------ | ---------- | -------- |
| 1          | 20                  | Ashleigh Barty           | 2-0          | 4-0        | 24-12    |
| 2          | 14                  | Anastasia Pavlyuchenkova | 1-1          | 2-3        | 20-23    |
| 3          | 19                  | Angelique Kerber         | 0-2          | 1-4        | 18-27    |

### Tableau final
|  |                      |                 |            |            |                 |                 |            |              |            |        |        |        |
|  | 1/2 finale           | 1/2 finale      | 1/2 finale | 1/2 finale | 1/2 finale      |                 |            | Finale       | Finale     | Finale | Finale | Finale |
|  | 4 novembre 2017      | 4 novembre 2017 | 1 h 2 min  | 1 h 2 min  | 1 h 2 min       |                 |            |              |            |        |        |        |
|  | 4 novembre 2017      | 4 novembre 2017 | 1 h 2 min  | 1 h 2 min  | 1 h 2 min       |                 |            |              |            |        |        |        |
|  | Coco Vandeweghe      | (2)             | 6          | 6          |                 |                 |            |              |            |        |        |        |
|  | Coco Vandeweghe      | (2)             | 6          | 6          | 5 novembre 2017 | 5 novembre 2017 | 1 h 20 min | 1 h 20 min   | 1 h 20 min |        |        |        |
|  | Ashleigh Barty       | (9)             | 3          | 3          | 5 novembre 2017 | 5 novembre 2017 | 1 h 20 min | 1 h 20 min   | 1 h 20 min |        |        |        |
|  | Ashleigh Barty       | (9)             | 3          | 3          | Coco Vandeweghe | (2)             | 5          | 1            |            |        |        |        |
|  | 4 novembre 2017      | 4 novembre 2017 | 1 h 11 min | 1 h 11 min | 1 h 11 min      | (2)             | 5          | 1            |            |        |        |        |
|  | 4 novembre 2017      | 4 novembre 2017 | 1 h 11 min | 1 h 11 min | 1 h 11 min      |                 |            | Julia Görges | (7)        | 7      | 6      |        |
|  | Julia Görges         | (7)             | 6          | 6          |                 |                 |            | Julia Görges | (7)        | 7      | 6      |        |
|  | Julia Görges         | (7)             | 6          | 6          |                 |                 |            |              |            |        |        |        |
|  | Anastasija Sevastova | (5)             | 3          | 3          |                 |                 |            |              |            |        |        |        |
|  | Anastasija Sevastova | (5)             | 3          | 3          |                 |                 |            |              |            |        |        |        |

### Classement final
| Résultat       | Classement WTA Race | Joueuse                  | Match(s) G-P | Set(s) G-P | Jeux G-P | Points gagnés | Nouveau rang |
| -------------- | ------------------- | ------------------------ | ------------ | ---------- | -------- | ------------- | ------------ |
| Vainqueur      | 18                  | Julia Görges             | 4-0          | 8-0        | 51-27    | 700           | 14           |
| Finaliste      | 12                  | Coco Vandeweghe          | 3-1          | 6-3        | 45-35    | 440           | 10           |
| Demi-finaliste | 20                  | Ashleigh Barty           | 2-1          | 4-2        | 30-24    | 240           | 17           |
| Demi-finaliste | 15                  | Anastasija Sevastova     | 2-1          | 4-2        | 32-27    | 240           | 16           |
| Poules         | 26                  | Peng Shuai               | 1-1          | 3-2        | 11-15    | 160           | 27           |
| Poules         | 14                  | Anastasia Pavlyuchenkova | 1-1          | 2-3        | 20-23    | 160           | 15           |
| Poules         | 21                  | Magdaléna Rybáriková     | 1-1          | 2-3        | 22-30    | 160           | 20           |
| Poules         | 22                  | Barbora Strýcová         | 1-1          | 2-2        | 7-12     | 160           | 23           |
| Poules         | 10                  | Kristina Mladenovic      | 0-2          | 1-4        | 25-28    | 80            | 11           |
| Poules         | 19                  | Angelique Kerber         | 0-2          | 1-4        | 18-27    | 80            | 21           |
| Poules         | 13                  | Sloane Stephens          | 0-2          | 0-4        | 8-13     | 80            | 13           |
| Poules         | 17                  | Elena Vesnina            | 0-2          | 0-4        | 5-12     | 80            | 18           |

## Résultats en double

### Parcours
| #    | Classement WTA Race | Équipe                     | Points | Saison (titres) | Résultat |
| ---- | ------------------- | -------------------------- | ------ | --------------- | -------- |
| 1    | 18                  | Raluca Olaru Olga Savchuk  | 1465   | 16-13 (1)       | Poules   |
| 2    | **                  | Alicja Rosolska Anna Smith | **     | **              | Poules   |
| 3    | **                  | Lu Jing-Jing Zhang Shuai   | **     | **              | Finale   |
| 4    | 38                  | Jiang Xinyu Tang Qianhui   | 711    | 6-1 (1)         | Poules   |
| 5/WC | 95                  | Liang Chen Yang Zhaoxuan   | 259    | 2-2             | Poules   |
| 6/WC | 434                 | Duan Ying-Ying Han Xinyun  | 60     | 1-1             | Victoire |

### Groupe Lotus
| - Raluca Olaru Olga Savchuk (no 1) | - Liang Chen Yang Zhaoxuan (no 5/WC) | - Duan Ying-Ying Han Xinyun (no 6/WC) |

#### Résultats
| Date            | Vainqueur                 | Adversaire                | Score            | Durée      |
| --------------- | ------------------------- | ------------------------- | ---------------- | ---------- |
| 31 octobre 2017 | Raluca Olaru Olga Savchuk | Liang Chen Yang Zhaoxuan  | 6-3, 7-63        | 1 h 50 min |
| 2 novembre 2017 | Duan Ying-Ying Han Xinyun | Raluca Olaru Olga Savchuk | 6-3, 5-7, [10-7] | 1 h 50 min |
| 4 novembre 2017 | Duan Ying-Ying Han Xinyun | Liang Chen Yang Zhaoxuan  | 7-62, 6-4        | 1 h 36 min |

#### Classement
| Rang poule | Classement WTA Race | Équipe                    | Match(s) G-P | Set(s) G-P | Jeux G-P |
| ---------- | ------------------- | ------------------------- | ------------ | ---------- | -------- |
| 1          | 429                 | Duan Ying-Ying Han Xinyun | 2-0          | 4-1        | 25-20    |
| 2          | 18                  | Raluca Olaru Olga Savchuk | 1-1          | 3-2        | 23-21    |
| 3          | 95                  | Liang Chen Yang Zhaoxuan  | 0-2          | 0-4        | 19-26    |

### Groupe Orchidée
| - Alicja Rosolska Anna Smith (no 2) | - Lu Jing-Jing Zhang Shuai (no 3) | - Jiang Xinyu Tang Qianhui (no 4) |

#### Résultats
| Date              | Vainqueur                | Adversaire                 | Score            | Durée      |
| ----------------- | ------------------------ | -------------------------- | ---------------- | ---------- |
| 1er novembre 2017 | Lu Jing-Jing Zhang Shuai | Alicja Rosolska Anna Smith | 6-3, 6-1         | 1 h 9 min  |
| 3 novembre 2017   | Jiang Xinyu Tang Qianhui | Alicja Rosolska Anna Smith | 6-3, 4-6, [10-6] | 1 h 36 min |
| 4 novembre 2017   | Lu Jing-Jing Zhang Shuai | Jiang Xinyu Tang Qianhui   | 7-63, 6-3        | 1 h 43 min |

#### Classement
| Rang poule | Classement WTA Race | Équipe                     | Match(s) G-P | Set(s) G-P | Jeux G-P |
| ---------- | ------------------- | -------------------------- | ------------ | ---------- | -------- |
| 1          | **                  | Lu Jing-Jing Zhang Shuai   | 2-0          | 4-0        | 25-13    |
| 2          | 38                  | Jiang Xinyu Tang Qianhui   | 1-1          | 2-3        | 20-22    |
| 3          | **                  | Alicja Rosolska Anna Smith | 0-2          | 1-4        | 13-23    |

### Finale
|  |                           |  |   |   |  |
|  | Finale                    |  |   |   |  |
|  | 5 novembre 2017           |  |   |   |  |
|  |                           |  |   |   |  |
|  | Lu Jing-Jing Zhang Shuai  |  | 2 | 1 |  |
|  | Lu Jing-Jing Zhang Shuai  |  | 2 | 1 |  |
|  | Duan Ying-Ying Han Xinyun |  | 6 | 6 |  |